# Burg Loßburg
Die Burg Loßburg, auch Loseburg und früher Loseburch genannt, ist eine abgegangene Wasserburg auf dem sogenannten „Schlossbuckel“ im oberen Ortsteil der Gemeinde Loßburg im Landkreis Freudenstadt in Baden-Württemberg.
Die dendrochronologische Untersuchung eines Eichenbalkens der Burg, deren Gründung auf die Grafen von Sulz und Herren von Geroldseck zurückgeht, legt die Bauzeit zwischen 1252 und 1273. Die Geroldsecker zogen einen Wassergraben vom Kinzigursprung zu ihrer neuen Burg und bauten sie entsprechend ihrer Stammburg Burg Lahr zur Wasserburg aus.
Ende des 13. Jahrhunderts wurde ein Vogt von Loßburg, Sohn Volmars von Neuneck, genannt. 
Die Burg wurde zuerst als Höhenburg im oberen Ortsteil auf einer Aufschüttung („Schlossbuckel“) über einem Pfahlrost errichtet, verfügte über eine Ringmauer und einen runden Bergfried.